# Diphyus
Diphyus is een geslacht van insecten uit de familie Ichneumonidae.

## Soorten
- D. adventor (Berthoumieu, 1892)
- D. akaashii (Uchida, 1955)
- D. albicoxalis (Uchida, 1927)
- D. albomarginatus (Kriechbaumer, 1878)
- D. altissimus (Bauer, 1941)
- D. allapsus (Cresson, 1865)
- D. amatorius (Muller, 1776)
- D. amoenipes (Heinrich, 1961)
- D. aneides Heinrich, 1978
- D. animosus (Cresson, 1864)
- D. apiculatus (Walkley, 1958)
- D. arduus (Berthoumieu, 1896)
- D. ater (Wesmael, 1855)
- D. bagdadensis (Gregor, 1940)
- D. bicingulatus (Gravenhorst, 1829)
- D. biluteonotatus (Pic, 1927)
- D. bipunctatus (Uchida, 1926)
- D. carbo (Heinrich, 1961)
- D. castaniventris (Habermehl, 1920)
- D. castanopyga (Stephens, 1835)
- D. catagraphus (Kokujev, 1904)
- D. celatus (Cameron, 1885)
- D. celsus (Tosquinet, 1896)
- D. cockerelli (Viereck, 1903)
- D. comes (Cresson, 1864)
- D. costaricensis (Cameron, 1884)
- D. curtituberculatus (Cameron, 1885)
- D. cyanimontis Heinrich, 1978
- D. charlottae (Heinrich, 1965)
- D. dakota (Cresson, 1867)
- D. delicatus (Cresson, 1865)
- D. dictiosus (Cresson, 1877)
- D. discus (Cresson, 1864)
- D. distinctipes (Heinrich, 1961)
- D. duodecimguttorius (Uchida, 1955)
- D. efferus (Wesmael, 1854)
- D. effigialis (Heinrich, 1961)
- D. elbursicus (Heinrich, 1929)
- D. euxoae Heinrich, 1969
- D. excarptus (Tosquinet, 1896)
- D. excultorius (Dalla Torre, 1901)
- D. fennicae (Uchida, 1936)
- D. ferrugator (Swederus, 1787)
- D. flavicornis (Uchida, 1926)
- D. flebilis (Cresson, 1877)
- D. fossorius (Linnaeus, 1758)
- D. fulvocaudatus (Tosquinet, 1896)
- D. fuscatorius (Heinrich, 1974)
- D. gibbosus (Berthoumieu, 1899)
- D. gradatorius (Thunberg, 1822)
- D. higebutonis (Uchida, 1955)
- D. hudsonicus (Cresson, 1877)
- D. humphreyi (Viereck, 1905)
- D. impudicatus (Cameron, 1885)
- D. inflatus (Berthoumieu, 1897)
- D. inopinus Heinrich, 1972
- D. integratus (Cameron, 1897)
- D. interstinctus (Heinrich, 1961)
- D. iwatai (Uchida, 1955)
- D. japonicus (Uchida, 1926)
- D. koebelei (Swezey, 1909)
- D. lalandei (Brulle, 1846)
- D. latebricola (Wesmael, 1845)
- D. ligatorius (Berthoumieu, 1896)
- D. longigena (Thomson, 1888)
- D. longimanus (Wesmael, 1857)
- D. luctatorius (Linnaeus, 1758)
- D. lusitanus (Wesmael, 1854)
- D. lustratorius (Seyrig, 1928)
- Diphyus macilentus (Cresson, 1865)
- D. malaisei (Heinrich, 1965)
- D. mauritanicus (Rudow, 1888)
- D. mercatorius (Fabricius, 1793)
- D. meruensis Heinrich, 1967
- D. micramoenus (Heinrich, 1961)
- D. monitorius (Panzer, 1801)
- D. montivagans (Berthoumieu, 1897)
- D. nigrotergops (Heinrich, 1961)
- D. niikunii (Matsumura, 1912)
- D. numericus (Cameron, 1897)
- D. nuncius (Cresson, 1877)
- D. ochromelas (Gmelin, 1790)
- D. omori (Matsumura, 1912)
- D. ontariensis (Provancher, 1886)
- D. orbitalis (Cameron, 1905)
- D. ormenus (Cresson, 1864)
- D. palliatorius (Gravenhorst, 1829)
- D. pedatus (Berthoumieu, 1895)
- D. peringueyi (Cameron, 1906)
- D. plagatorius (Roman, 1936)
- D. platyaspis (Cameron, 1885)
- D. pleuratorius (Roman, 1936)
- D. politus (Wesmael, 1855)
- D. populorum (Heinrich, 1961)
- D. provancheri (Cushman, 1925)
- D. proximus (Tischbein, 1879)
- D. pseudocastigator (Heinrich, 1929)
- D. pseudomercator Heinrich, 1978
- D. quadripunctorius (Muller, 1776)
- D. quinquecinctus (Kriechbaumer, 1882)
- D. raptorius (Linnaeus, 1758)
- D. restitutor (Wesmael, 1859)
- D. robustus (Cresson, 1867)
- D. rubellus (Cresson, 1865)
- D. ruficoxis (Heinrich, 1965)
- D. rungwemontis Heinrich, 1967
- D. rusticus (Berthoumieu, 1898)
- D. salicatorius (Gravenhorst, 1820)
- D. sallaei (Cameron, 1885)
- D. sedatus (Tosquinet, 1896)
- D. semissis (Cresson, 1877)
- D. septemguttatus (Gravenhorst, 1829)
- D. sequax (Cresson, 1877)
- D. sexzonatus (Rudow, 1888)
- D. sibiricus (Meyer, 1926)
- D. subfuscus (Cresson, 1864)
- D. suigensis (Uchida, 1927)
- D. sycophantus (Cameron, 1885)
- D. taylorii (Harrington, 1894)
- D. temmazanensis (Uchida, 1955)
- D. tepidus (Cameron, 1885)
- Diphyus tricolor Kriechbaumer, 1890
- D. trifasciatus (Gravenhorst, 1829)
- D. turcomanus (Schmiedeknecht, 1930)
- D. turpiculus (Cameron, 1885)
- D. ventralis (Cresson, 1865)
- D. victoriae (Heinrich, 1965)
- D. walleyi (Heinrich, 1961)
- D. zebraticolor (Heinrich, 1962)